# Burnham Without
Burnham Without est une paroisse civile du Somerset, en Angleterre.